# Robert Maćkowiak
Robert Maćkowiak (Rawicz, 13 mei 1970) is een voormalige Poolse sprinter, die gespecialiseerd was in de 400 m. Hij was in de jaren negentig een van de besten in zijn land. Zijn grootste successen behaalde hij echter als estafetteloper. Hij had van 1999 tot 2015 het Europees indoorrecord in handen op de 4 x 400 m estafette.

## Loopbaan
Maćkowiaks beste individuele prestatie is het behalen van een zilveren medaille op de 400 m tijdens de Europese kampioenschappen van 1998 in Boedapest. Met een tijd van 45,04 eindigde hij achter de Brit Iwan Thomas (goud; 44,52) en voor de Brit Mark Richardson (brons; 45,14).
Op 7 maart 1999 verbeterde Robert Maćkowiak op de wereldindoorkampioenschappen in Maebashi met zijn teamgenoten Piotr Haczek, Jacek Bocian en Piotr Rysiukiewicz als slotloper het Europees record op de 4 x 400 m estafette naar 3.03,01. Later dat jaar won hij aanvankelijk een zilveren medaille op de wereldkampioenschappen in Sevilla. Jaren later werd, vanwege de diskwalificatie van het winnende Amerikaanse team, de zilveren medaille alsnog omgewisseld voor een gouden.
Zijn persoonlijk record op de 400 m liep Maćkowiak op de WK van 2001 in Edmonton. Op die van 2005 in Helsinki behaalde hij op 35-jarige leeftijd nog de finale op de 4 x 400 m estafette, waar hij met zijn teamgenoten naar een vijfde plaats liep.
Officieel beëindigde Maćkowiak zijn atletiekcarrière eind 2006.

## Titels
- Wereldkampioen 4 x 400 m - 1999 (na DQ USA)
- Wereldindoorkampioen 4 x 400 m - 2001
- Pools kampioen 200 m - 1995, 1996, 1997
- Pools kampioen 200 m - 1998, 2000, 2001
- Pools indoorkampioen 200 m - 1994, 1995, 1996, 2001, 2002
- Pools indoorkampioen 400 m - 1994, 1999

## Persoonlijke records
Outdoor
| Onderdeel | Prestatie | Datum        | Plaats |
| --------- | --------- | ------------ | ------ |
| 200 m     | 20,68 s   | 1 maart 2002 | Wenen  |
| 400 m     | 45,94 s   | 9 maart 1997 | Parijs |

Indoor
| Onderdeel | Prestatie | Datum           | Plaats    |
| --------- | --------- | --------------- | --------- |
| 300 m     | 33,21 s   | 30 april 2005   | Bogatynia |
| 400 m     | 44,84 s   | 5 augustus 2001 | Edmonton  |

## Palmares

### 200 m
- 2002:  EK indoor - 20,77 s

### 400 m
- 1997: 4e WK indoor - 45,94 s
- 1998:  EK - 45,04 s
- 2000: 5e OS - 45,14 s
- 2001:  Europacup - 45,48 s
- 2001: DNF WK

### 4 x 400 m
- 1995: 5e WK - 3.03,84
- 1996: 6e OS - 3.00,96
- 1997:  WK - 3.00,26[1]
- 1998:  EK - 2.58,88
- 1999:  WK indoor - 3.03,01 (AR)
- 1999:  WK - 2.58,91 (na DQ USA)
- 2000: 7e OS - 3.03,22 (na DQ USA)
- 2001:  WK indoor - 3.04,47
- 2002:  EK indoor - 3.05,50
- 2005: 5e WK - 3.00,58

1983: Lovasjov, Troshchilo, Tsjernetski, Markin ·
1987: Everett, Haley, McKay, Reynolds ·
1991: Black, Redmond, Regis, Akabusi ·
1993: Valmon, Watts, Reynolds, Johnson ·
1995: Ramsey, Mills, Reynolds, Johnson ·
1997: Thomas, Black, Baulch, Richardson, Hylton ·
1999: Czubak, Maćkowiak, Bocian, Haczek ·
2001: Moncur, Brown, McIntosh, Munnings ·
2003: Djhone, Keïta, Diagana, Raquil ·
2005: Rock, Brew, Williamson, Wariner ·
2007: Merritt, Taylor, Williamson, Wariner ·
2009: Taylor, Wariner, Clement, Merritt ·
2011: Nixon, Jackson, Taylor, Merritt ·
2013: Verburg, McQuay, Hall, Merritt ·
2015: Verburg, McQuay, Nellum, Merritt ·
2017: Solomon, Richards, Cedenio, Gordon ·
2019: Kerley, Cherry, London, Benjamin ·
2022: Godwin, Norman, Deadmon, Allison ·
2023: Hall, Norwood, Robinson, Benjamin